# Familia Ricaurte
Los Ricaurte son una prestigiosa familia aristocrática de Colombia, muy importantes durante los siglos XVIII y XIX en este país, especialmente en el período de la Independencia suramericana. Su origen se encuentra en Vizcaya, España.
Junto con los Caicedos, los Vélez, Los Sanz de Santamaría, Los Vergaras, los Lozanos y los Manriques, la Familia Ricaurte es una familia colonial distinguida de la sociedad bogotana.
Entre sus miembros destacan importantes militares y políticos y un número importante de mujeres, cuyos maridos fueron de importancia histórica en Colombia, incluyendo varios presidentes del país.

## Historia

### Origen
De las ejecutorias de Ricaurte, Terreros, Villareal y Landaverde, dadas en Madrid el 4 de abril de 1719 por don Juan Antonio de Hozes Sarmiento, Cronista y Rey de Armas de Felipe V, a petición y para el uso de don Antonio José de Ricaurte y Terreros, Contador Mayor del Tribunal de Cuentas de la ciudad de Santafé, en el Nuevo Reino de Granada, se destaca el origen del apellido Ricaurte:
“Entre los más antiguos palacios que prelustran el siempre leal siempre leal y nobilísimo señorío de Vizcaya, se ostenta el primitivo del linaje de los Ricaurte, que tuvo su fundamento más abajo de San Pedro de Carraigochea, en un sitio eminente que aquellos antiguos conocían por Barkuji, se fundó la casa por los años de 603; Oger u Oker, uno de los romanos nobles que poblaron estas tierras tuvo por hijo a Oquendo, y este fue padre de Mauso, caballero muy poderoso y de gran valor, el cual tuvo tres hijos, a quienes llamaron los Rodajes, que era lo mismo que invencibles, por las grandes fuerzas que lograban, de modo que eran el terror de todo contrario.
El mayor de los referidos varones se llamaba de propio nombre Ricaurte, según algunos escritos, Rocarte. De este esclarecido varón descendía el insigne y valeroso don Álvaro Ricaurte, quien mereció ser uno de los felices campeones que militaron bajo la bandera y protección del mejor general de la célebre batalla de Clavijo.
El apellido proviene de la región de Vizcaya, en País Vasco, España. Más exactamente encuentra sus raíces en el pueblo de Bar-Kugi, cerca de San Pedro de Garragoechea. Por esa razón los miembros originales de la familia hablaban el euskera, y, de hecho, la palabra Ricaurte viene del euskera Ricart, que literalmente significa Entre ríos.

### Genealogía

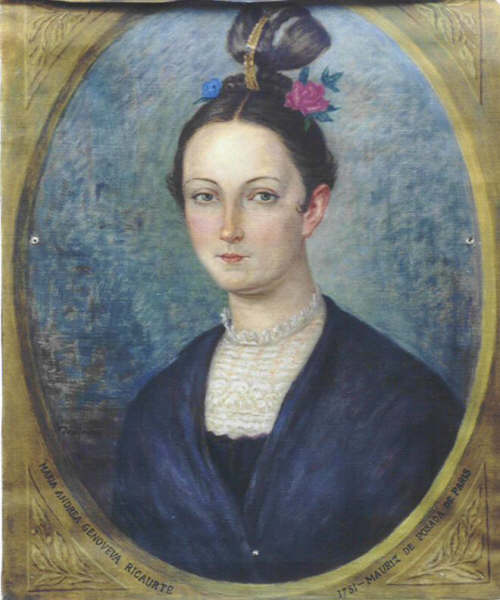
Genoveva Ricaurte

El primer miembro conocido de la familia fue el militar español Alvar Ricaurte, de quien se dice participó en la mítica batalla de Clavijo del 844, dirigida por el rey asturiano Ramiro I. Otro ancestro español de la familia fue Fermín Ricaurte, consejero de la infanta Urraca, hija del rey Alfonso VI de Castilla. Uno de sus hijos fue el hidalgo castellano Pedro Ricaurte, fundador de la rama colombiana- Pedro Ricaurte, llegó a la Nueva Granada y se asentó en la ciudad de Santafé de Bogotá, capital del Virreinato de Nueva Granada. Igualmente hay que destacar al abogado, político y mártir neogranadino José Antonio Ricaurte Rigueiros.

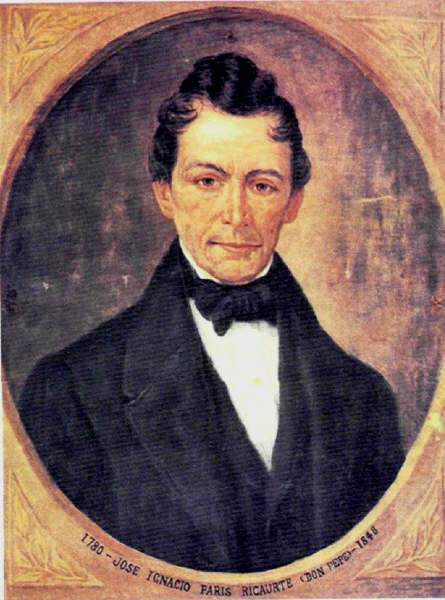
José Ignacio París Ricaurte

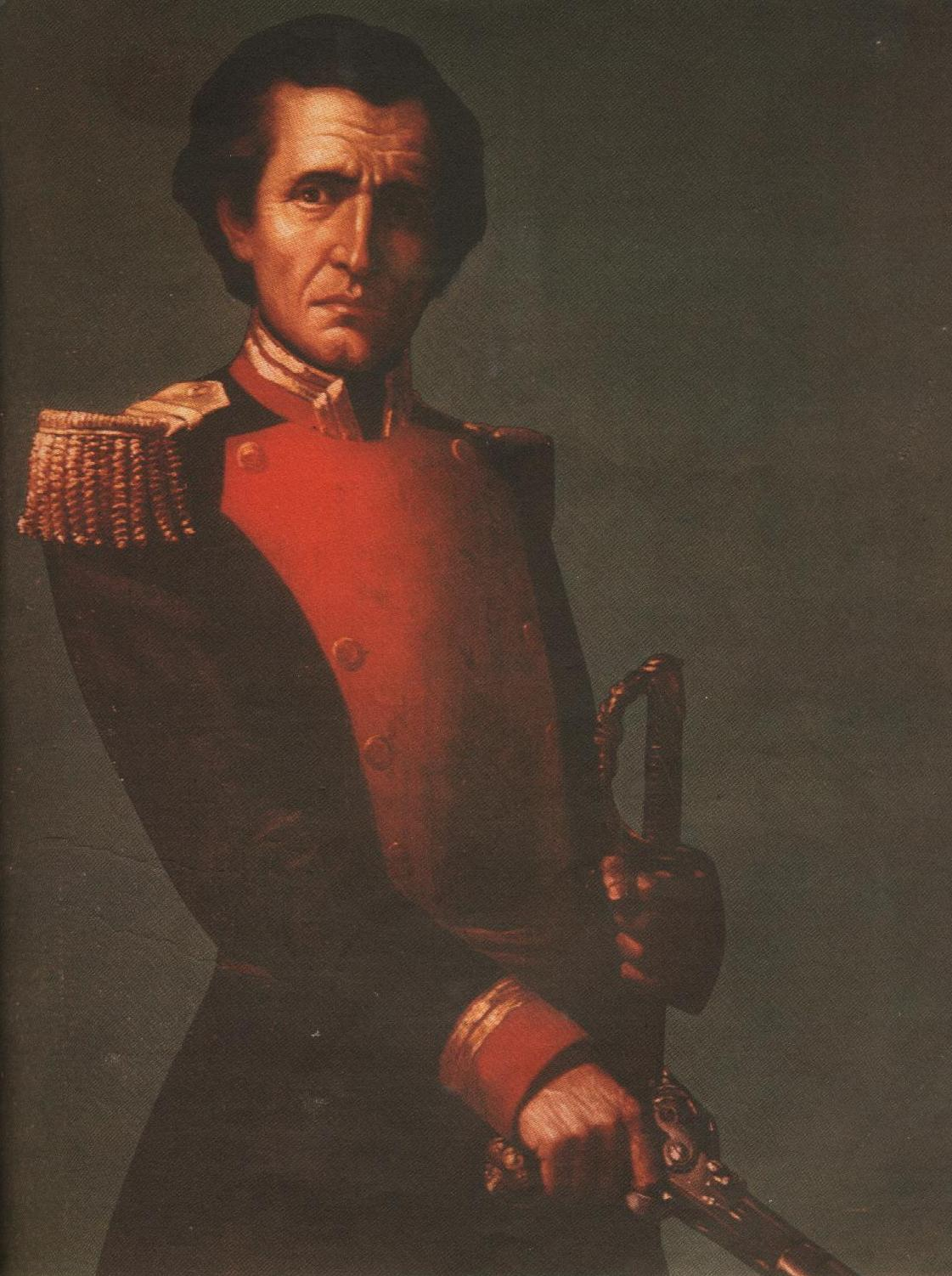
Antonio Ricaurte

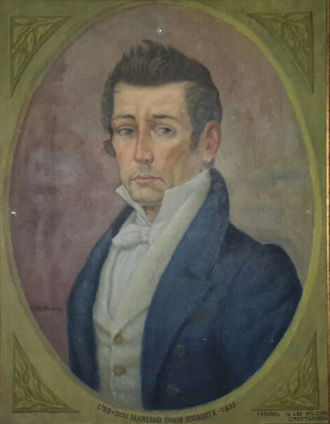
Mariano París Ricaurte

### Presidentes de Colombia

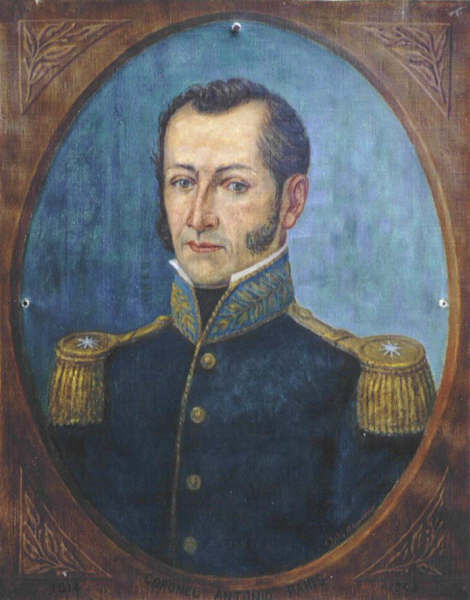
Antonio París Ricaurte

Como miembros de la familia o relacionados por afinidad:
| Imagen | Información | Inicio                   | Final                |
| ------ | --- | ------------------------ | -------------------- |
|        | Antonio Nariño y Álvarez (1765-1823) Tío de Trinidad Ricaurte Nariño                                               | 29 de septiembre de 1811 | 31 de agosto de 1813 |
|        | Rafael Urdaneta Faría (1788-1845) Esposo de: Dolores Vargas París Yerno de María Ignacia París Ricaurte            | 4 de septiembre de 1830  | 2 de mayo de 1831    |
|        | Joaquín París Ricaurte (1795-1868) Designado presidencial de Manuel María Mallarino                                | 1 de abril de 1855       | 1 de abril de 1856   |
|        | José Manuel Marroquín Ricaurte (1827-1908)                                                                         | 31 de julio de 1900      | 7 de agosto de 1904  |
|        | Enrique Olaya Herrera (1880-1927) Hijo de Emeterio Olaya Ricaurte                                                  | 7 de agosto de 1930      | 7 de agosto de 1934  |
|        | Gabriel París Gordillo (1910-2008) Jefe de la Junta Militar de Gobierno Tataranieto de José Ignacio París Ricaurte | 15 de junio de 1957      | 7 de agosto de 1958  |

## Legado

### Toponimia
- Ricaurte, provincia en el departamento de Boyacá;
- Ricaurte, municipio en el departamento de Cundinamarca;
- Ricaurte, municipio en el departamento de Nariño;
- Ricaurte, corregimiento en el departamento del Valle del Cauca;
- Ricaurte, estación del sistema de transporte masivo TransMilenio en Bogotá; toma su nombre del barrio homónimo.
- Ricaurte, municipio en el estado de Cojedes, Venezuela;
- Ricaurte, Parroquia del Cantón Cuenca, Ecuador;
- Ricaurte, Parroquia del Cantón Urdaneta, Ecuador;